# Cyathura tridentata
Cyathura tridentata là một loài chân đều trong họ Anthuridae. Loài này được Wagner miêu tả khoa học năm 1990.